# الحجر (ردفان)

تعديل مصدري - تعديل

الحجر هي إحدى قرى عزلة الحبيلين بمديرية ردفان التابعة لمحافظة لحج، بلغ تعداد سكانها 302 نسمة حسب تعداد اليمن لعام 2004.